# Parafia Najświętszej Maryi Panny Wspomożycielki Wiernych w Białymbłocie-Kobylej
Parafia pw. Najświętszej Maryi Panny Wspomożycielki Wiernych w Białymbłocie-Kobylej – parafia rzymskokatolicka należąca do dekanatu Ostrów Mazowiecka – Chrystusa Dobrego Pasterza, diecezji łomżyńskiej, metropolii białostockiej. 

## Historia
Msze w Białymbłocie w latach 1946–1947 odprawiano w remizie strażackiej. W latach 50. XX w. pojawiła się inicjatywa postawienia kościoła, ale została zblokowana przez władze komunistyczne. Kaplicę zniszczono. Msze we wsi wznowiono w 1980. Od 1989 były odprawiane regularnie, w każdą niedzielę, w remizie strażackiej. W 1992 podjęto decyzję o budowie kaplicy. Budowa trwała rok. W dniu 23 września 1994 kaplicę poświęcił biskup pomocniczy łomżyński Tadeusz Zawistowski.
Parafia została erygowana została w 2015. Jest prowadzona przez księży diecezjalnych.
W kościele parafialnym znajduje się obraz Matki Bożej Częstochowskiej przywieziony do wsi przez Pawła Ponichterę (lub Pawła Kiełka), uważany za cudowny. Powstał około 1838 lub 1845. Był przechowywany w bocznej kaplicy kościoła parafialnego w Porębie. W czasie prac remontowych w 1960 na obrazie odkryto napis: Ofiara kąpanii Warszaw pierwszei w dniu 15 sierp: R:1848 odwiedzających cudowny Obraz N:S: Marii P. z zaprowadzeniem ramy i sześciu lichtarzy cynowych. Dalej podano nazwiska ofiarodawców i ofiarodawczyń. Po zbudowaniu kościoła w Białymbłocie obraz umieszczono w jego ołtarzu głównym.

## Obszar parafii
Do parafii należą wierni z miejscowości:
- Białebłoto-Kobyla,
- Białebłoto-Stara Wieś,
- Białebłoto-Kurza,
- Nowa Wieś[1].

## Galeria

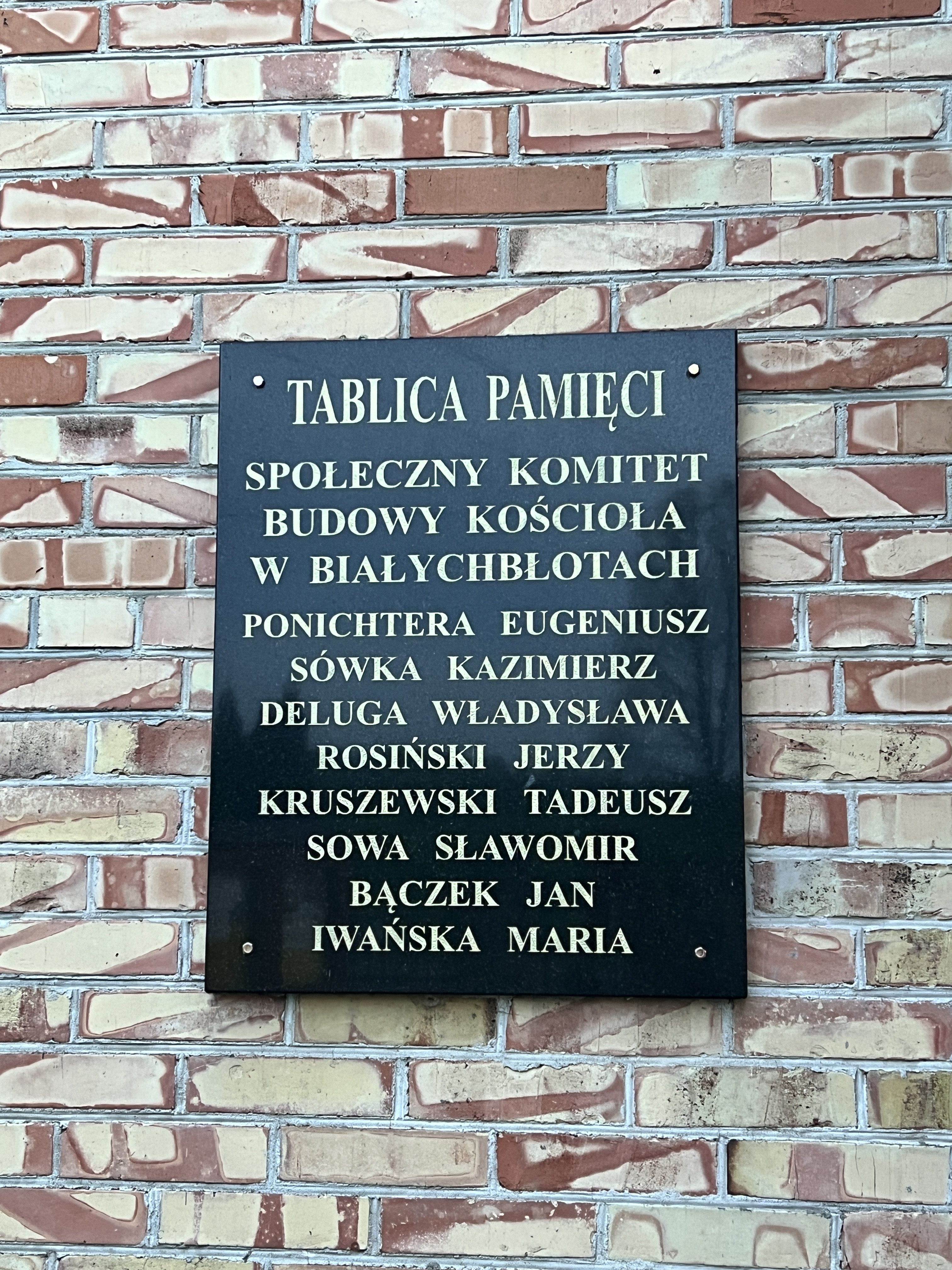
Tablica pamiątkowa na ścianie kościoła
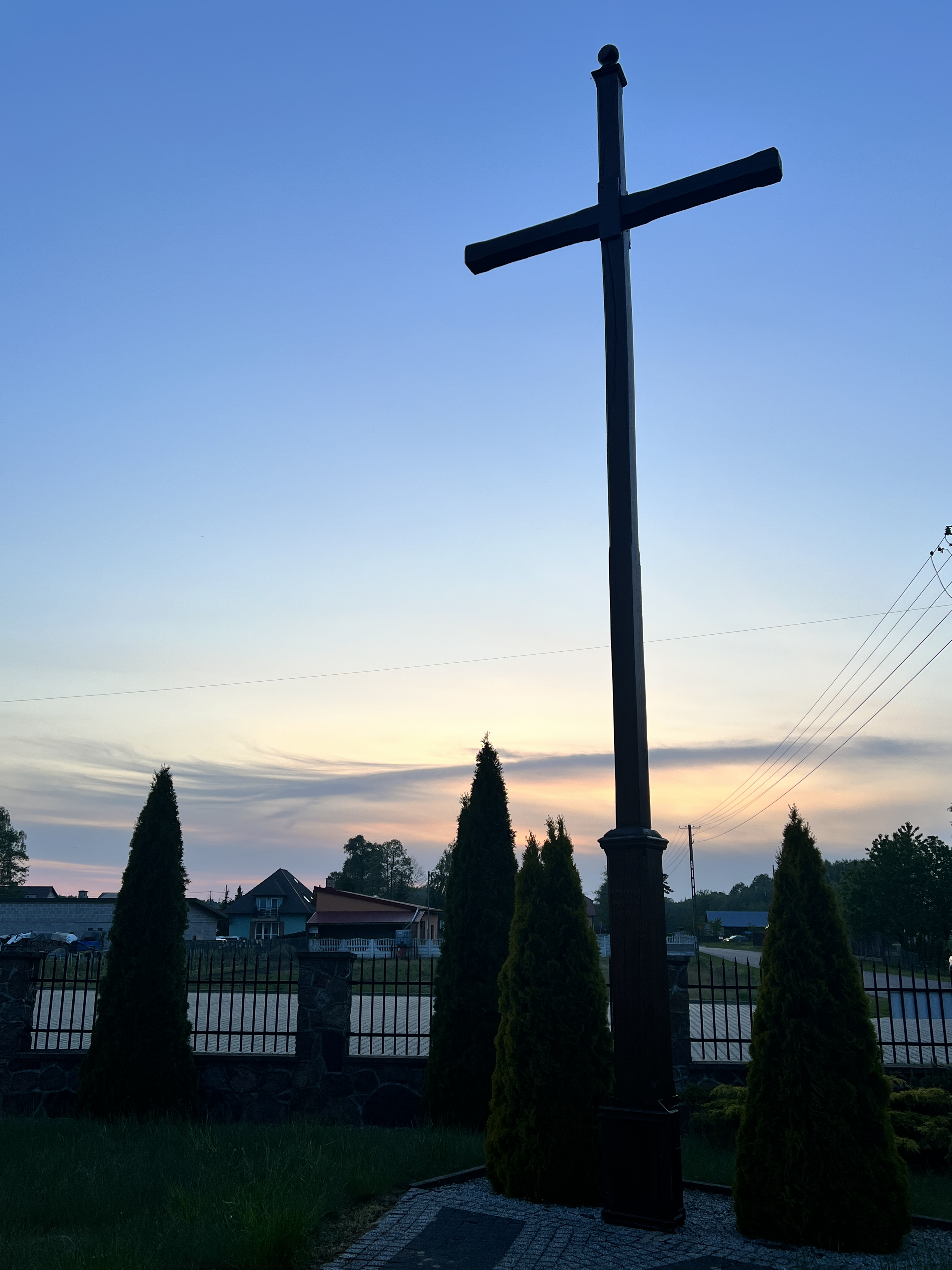
Krzyż misyjny
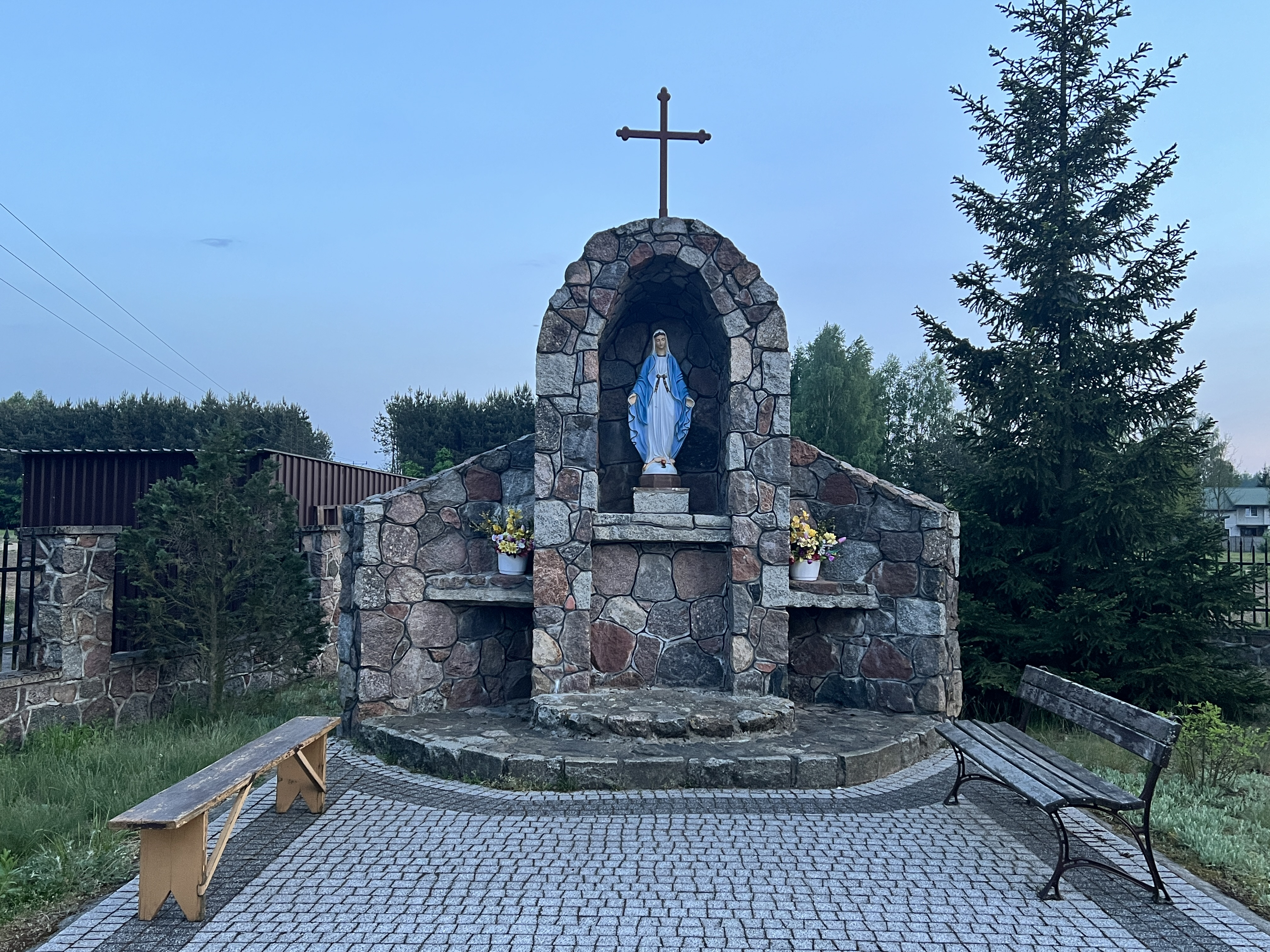
Grota maryjna przy kościele
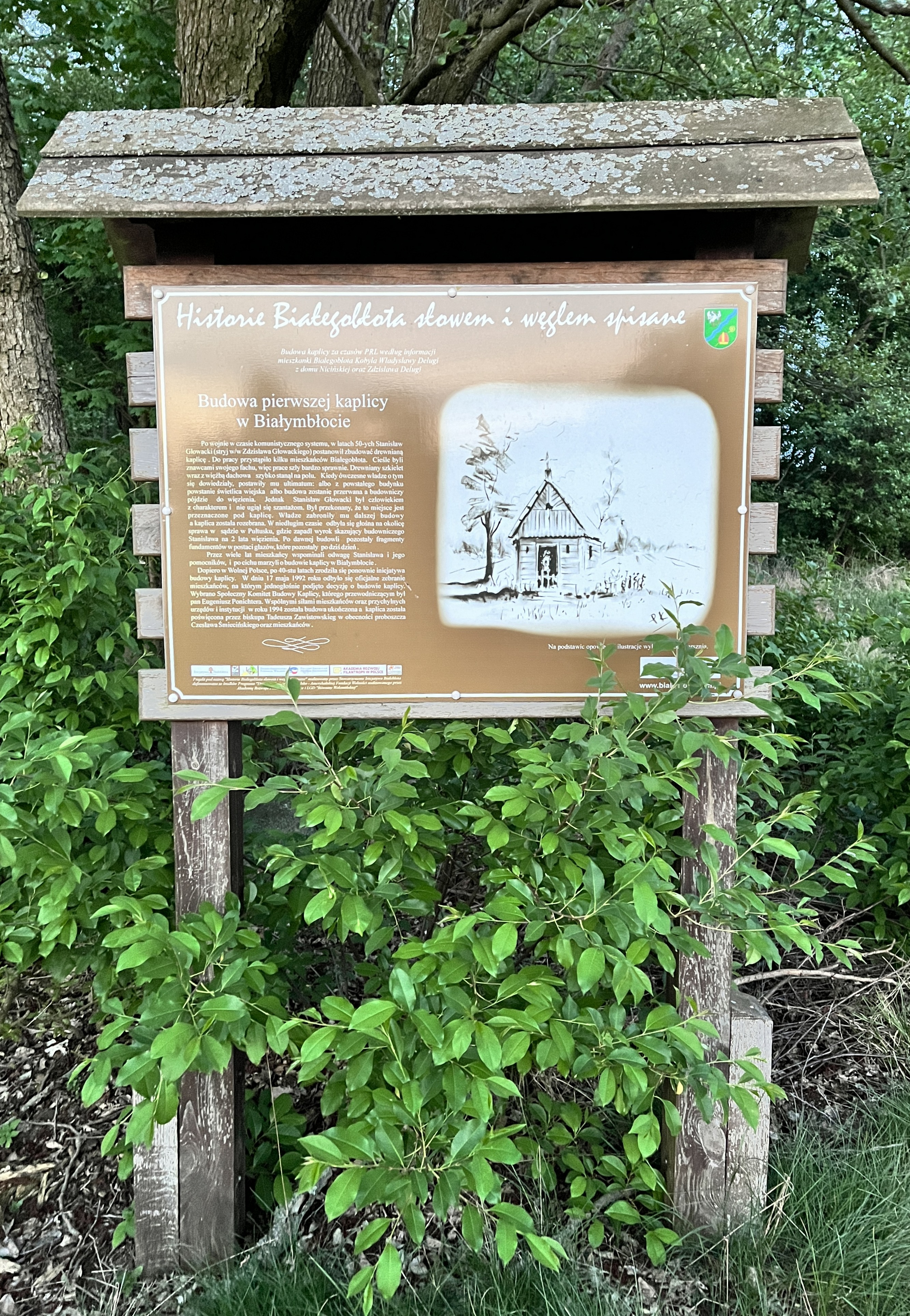
Tablica w Białymbłocie-Starej Wsi z historią kościoła